# Мирослав Микеш
Мирослав Микеш (Сарајево, 27. фебруар 1954 — Бања Лука, 13. фебруар 2015) био је адвокат, професор права из Републике Српске, предсједник Фондације Јасеновац-Доња Градина, потпредсједавајући Вијећа народа Републике Српске и члан Сената Републике Српске.

## Биографија
Рођен је 1954. у Сарајеву. Основну школу и гимназију је завршио у Бањалуци. Студије права је завршио на Правном факултету Универзитета у Бањалуци, правосудни испит 1985, да би магистрирао 1997. године. Докторирао је на руској Академији Кнежева Шебатијева, у Москви 2002. године. У Москви је био доцент на Свеславенском факултету. Био је предсједник Скупштине рукометног клуба Борац из Бањалуке и професор права на универзитету „Апеирон“ у Бањалуци. Био је посланик и председник Комисије за уставна питања у Народној скупштини Републике Српске током Петог сазива Скупштине.

## Смрт
Преминуо је 13. фебруара 2015. године, након што је 6. фебруара пао у кому као последица срчаног удара.
Микеш је сахрањен 16. фебруара 2015. године на гробљу Свети Пантелија у Бањој Луци, а комеморација је одржана у Банском Двору.